# Vodno telo
Vodno telo je pomemben in razpoznaven del voda, ki se ga določi zaradi spremljanja stanja voda ter ohranitve in  doseganja ciljnega stanja voda. Postopke določanja vodnih teles določajo predpisi iz okvira Zakona o vodah.
Vodno telo površinskih voda je pomemben in razpoznaven del površinskih voda s primerljivimi geomorfološkimi in geološkimi značilnostmi, ki zagotavljajo primerljive razmere za razvoj in obstoj bioloških elementov.
Vodno telo podzemnih voda je pomemben in razpoznaven del podzemne vode znotraj enega ali več vodonosnikov. 
V Republiki Sloveniji so vodna telesa za prvo oceno stanja določena s predpisom vlade, Uredbo o načrtu upravljanja vodnega območja Donave in vodnega območja Jadranskega morja, NUV.

## Vodna telesa površinskih voda

### Vrste površinskih voda
Zaradi različnih hidromorfoloških lastnosti površinskih voda ločimo več vrst površinskih voda: reke, jezera, mokrišča, obalno morje, ter somornice, poleg tega pa površinske vode opredelimo še kot umetna in močno spremenjena vodna telesa.
Umetna vodna telesa so tiste površinske vode, ki so nastale kot posledica človekovih dejanj, močno spremenjena vodna telesa pa so tiste površinske vode, ki imajo zaradi fizičnih sprememb povzročenih s človekovo dejavnostjo močno spremenjene lastnosti.

### Določanje vodnih teles površinskih voda
Vodna telesa površinskih voda  se določajo znotraj posamezne ekoregije  ali hidroekoregije  na podlagi deskriptorjev, določenih z zakonodajo Evropske Skupnosti, Okvirno vodno direktivo (Direktiva 2000/60/ES). Glede na deskriptorje, ki opisujejo hidromorfološke in geološke lastnosti vodnih teles, se vodna telesa razvrščajo v tipe. 

### Tipi vodnih teles površinskih voda
V Sloveniji obravnavamo naslednje tipe vodnih teles površinskih voda:
- Reke: alpski, sredozemski, vzhodno-kontinentalni
- Jezera: alpski
- Obalno morje in somornica: sredozemski

Umetna in močno preoblikovana vodna telesa se razvrstijo v tip glede na deskriptorje, ki opisujejo njim najbolj podobno  vrsto površinske vode. 

### Določanje stanja vodnih teles površinskih voda
Stanje vodnega telesa površinskih voda določajo vrednosti elementov ekološkega stanja in vrednosti elementov kemijskega stanja, določenih v Prilogi V, točka 1, Okvirne vodne direktive z upoštevanjem, za vsak posamezen tip vodnega telesa značilnih referenčnih bioloških razmer.Vrednosti elementov ekološkega stanja se določi za posamezne tipe vodnih teles znotraj posamezne ekoregije s postopkom interkalibracije
Referenčne biološke razmere določajo vrednosti  bioloških elementov kakovosti ekološkega stanja , ko je to zelo dobro.
Referenčne razmere  se določajo na delih površinskih voda, kjer ni zaznati vplivov človekovega delovanja.
Vodna telesa površinskih voda razvrščamo v razrede glede na vrednosti elementov ekološkega stanja in glede na vrednosti elementov kemijskega stanja.
- Razredi ekološkega stanja so: zelo dobro (modra), dobro (zelena), zmerno (rumena), slabo (oranžna) in zelo slabo (rdeča).
- Razredi kemijskega stanja so: dobro (modra), slabo (rdeča).

### Določanje stanja umetnih in močno preoblikovanih vodnih teles
Stanje umetnih in močno preoblikovanih vodnih teles je opredeljeno z elementi "dobrega ekološkega potenciala", ki ga razvrščamo v naslednje razrede: zelo dober, zmeren, slab, zelo slab.
Dober ekološki potencial je določen kot stanje umetnih in močno preoblikovanih vodnih teles, katerih biološki, hidromorfološki in fizikalno-kemijski elementi so, glede na elmente ekološkega stanja površinskih vodnih teles, vsaj dobri.

## Vodna telesa podzemnih voda

### Določanje vodnih teles podzemnih voda
Vodna telesa podzemnih voda  so določena na podlagi geoloških in hidrogeoloških lastnosti vodonosnikov ali skupine vodonosnikov.

### Določanje stanja vodnih teles podzemne vode
Stanje vodnih teles podzemnih voda določajo vrednosti elementov kemijskega in količinskega stanja podzemnih voda, določenih z zakonodajo Evropske Skupnosti, Okvirno vodno direktivo (Direktiva 2000/60/ES). Glede na vrednosti posameznih parametrov stanja, vodna telesa razvrščamo v skladu z metodologijo  v naslednje razrede:
- Razredi kemijskega stanja: dobro (zeleno), slabo (rdeče).
- Razredi količinskega stanja: dobro (zeleno), slabo (rdeče).

## Stanje vodnih teles v Sloveniji
Stanje vodnih teles se spremlja preko mreže točk monitoring površinskih voda  in mreže točk monitoringa podzemnih voda . 
Stanje vodnih telesje odvisno od obremenitev v porečjih, pri čemer razlikujemo med razpršenimi in točkovnimi viri obremenitev. Najpomembnejši razpršeni viri so iz naslova kmetijstva (gnojenje, zatiranje škodljivcev), točkovni viri pa so predvsem izpusti neočiščenih odpadnih voda in neočiščeni industrijski izpusti, ki vsebujejo nevarne in prednostne snovi.